# Карељи (Ђенова)
Карељи је насеље у Италији у округу Ђенова, региону Лигурија.
Према процени из 2011. у насељу је живело 27 становника. Насеље се налази на надморској висини од 502 м.